# Witsteelkalkkopje
Het witsteelkalkkopje (Physarum leucopus) is een slijmzwam behorend tot de familie Physaraceae. Het leeft saprotroof op dood hout, schors en blad. Het komt voor in naaldbos en gemengd bos.

## Kenmerken
Sporangia staan in groepen, zijn gesteeld en komen zelden zittend voor. Ze zijn bolvormig, wit en meten 0,4 tot 0,5 mm in diameter en 1 mm hoog. Het hypothallus is meestal rimpelig, wit en bepoederd door kalkafzetting. Capillitium vrij slap, met grote mazen, hoekig, wit, verbonden door lange, hyaliene draden, soms samengevoegd om een pseudocolumella te vormen. Sporen zijn in bulk zwart. Sporen zijn licht violetbruin, duidelijk wrattig, 8 tot 10 µm in diameter. Het plasmodium is wit, vaak getint met blauw, groen of geel.

## Verspreiding
In Nederland komt het vrij zeldzaam voor.